# Riu Cessa
El riu Cessa (en francès, Cesse) és un afluent del riu Aude que es troba a Occitània (tant a l'Occitània històrica com a la regió francesa homònima). La longitud del seu curs d'aigua és de 53,6 km.
Travessa dos departaments i setze municipis:
- Erau: Menèrba, La Cauneta, Agèl;
- Aude: Bisa, Mirapeisset, Sallèles d'Aude.

La Cessa té trenta-cinc afluents, dels quals 33 rierols i dos rius.